# Tháp Stolarzy

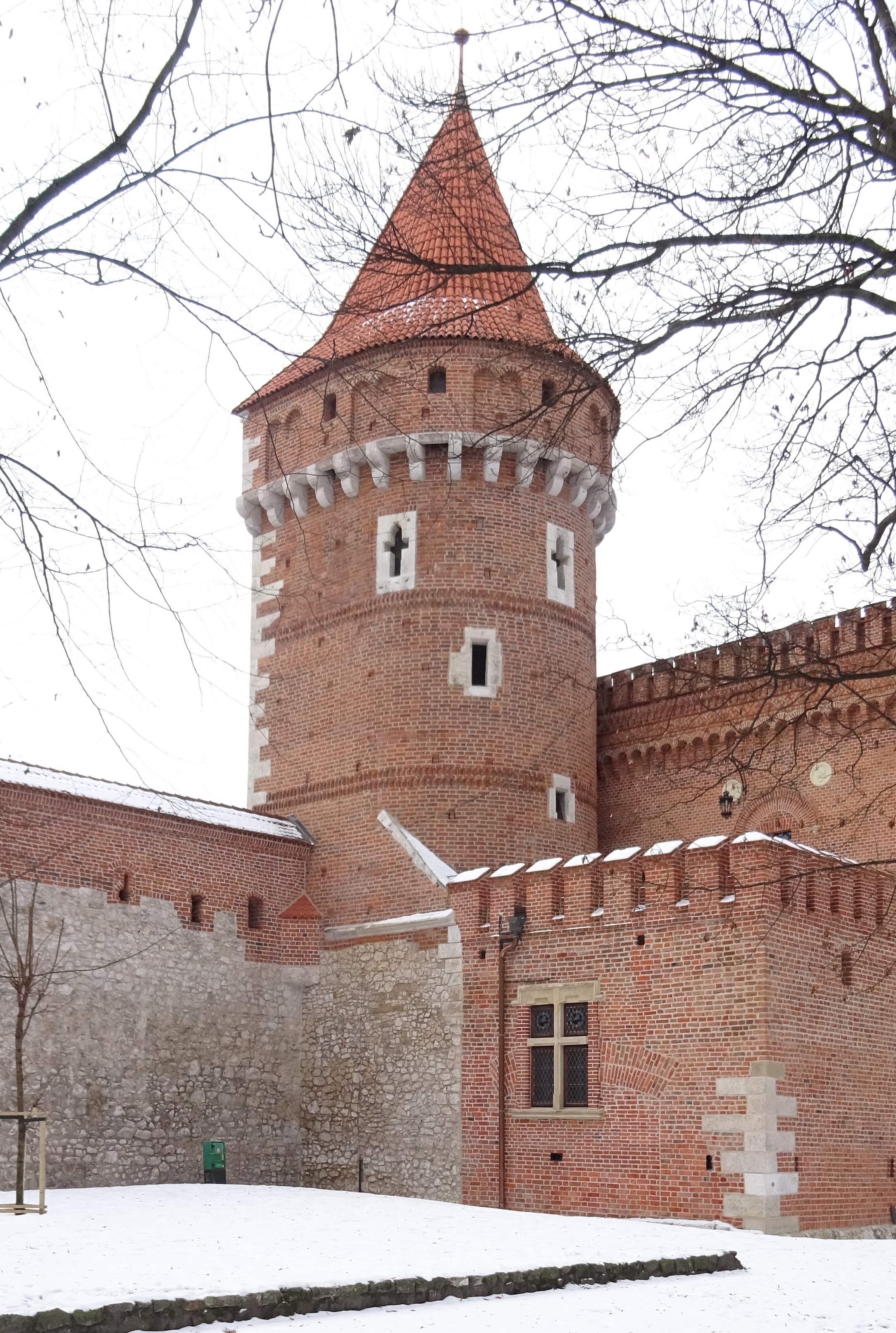
Tháp Stolarzy

Tháp Stolarzy là một trong ba tòa tháp trong hệ thống bức tường phòng thủ của Krakow được lưu giữ và bảo tồn cho đến ngày nay (bên cạnh tháp Pasamoników và tháp Cieśli).

## Mô tả tháp
Tháp Stolarzy là một tòa tháp hình bán nguyệt được xây bằng gạch theo phong cách kiến trúc Gothic trên một nền đá vuông. Nó có 3 tầng và thuộc sở hữu của Bảo tàng Princes Czartoryski. Cho đến nay, tòa tháp không mở cửa cho khách du lịch ngoại trừ hiên nhà ở bên đường Pijarska. Ở phần trên của tòa tháp có một đường diềm trang trí, bên trên có một mái nhà hình nón không đều được lợp bằng ngói đỏ. Tòa tháp tọa lạc tại Phố Pijarska, giữa cổng Florian và tháp Cieśli.

## Lịch sử
Tòa tháp được xây dựng vào khoảng thế kỷ 14 hoặc 15. Nhiệm vụ chính của nó là bảo vệ cổng Florian và thành lũy Barbican từ phía tây. Tháp được bảo vệ bởi một hội nhóm của các thợ mộc và những người sản xuất dây thừng trong khu vực xung quanh. Vào đầu thế kỷ 19, đã có kế hoạch phá hủy Tháp Stolarzy cùng với phần còn lại của các bức tường thành phố Krakow. Tuy nhiên, kế hoạch này đã gặp phải sự phản đối mạnh kẽ từ công chúng, người đứng đầu phong trào này là giáo sư Feliks Radwański. Sau thời gian đấu tranh cho sự tồn tại của tòa tháp, vào ngày 13 tháng 1 năm 1817, giáo sư Radwański đã giành chiến thắng tại Thượng viện Cộng hòa Krakow về việc quyết định để lại một mảnh của bức tường phòng thủ thời trung cổ cho đời sau, cùng với tháp Stolarzy. Năm 2015, tòa tháp đã được cải tạo kỹ lưỡng, gạch đã được thay thế, các bức tường được làm sạch và bên trong tòa tháp cũng được cải tạo.